# Apparat Organ Quartet
Apparat Organ Quartet er et islandsk band dannet i 1999 af Jóhann Jóhannsson, Hörður Bragason, Músikvatur og Úlfur Eldjárn.

Apparat Organ Quartet's selvbetitlede debut album tog næsten tre år at lave. Kvartettens medlemmer sagde at det tog så lang tid fordi, de selv skulle finde hvordan en orgelkvartets lyd skulle lyde og optages. "Vi kunne ikke bare gå ned i en pladeforretning og bede om en orgelkvartetplade. Vi skulle selv opfinde genren." Albummet fremstår med mange lag, nogle hentet helt tilbage fra 1999 og mange af sangene undergik store ændringer i de sidste dages mixer-sessions. Nogle af albummets lyde kommer fra kvartettens afgrundsdybe samling af antikke synthesizere, Farfisa transistor-orgler, Hammondorgler, stueorgler, billige transportable keyboards og alle mulige andre lydmaskiner.
Apparat Organ Quartet bruger gammel og forældet teknologi, hjemmelavede orgler, billige keyboards, eller kasserede instrumenter som de finder på lossepladser og i containere. Disse bliver så tilpasset og gøres klar til bl.a. det hårde liv som liveinstrument.
Deres passion for det uddaterede, gammel teknologi ses tydeligt i deres samarbejde med TF3IRA, en trio af amatørradio-entusiaster. Denne optræden, som blev dokumenteret på Kitchen Motors' CD "Motorlab 2", indeholdt en enorm elektronisk lydskulptur med kortbølgemodtagere og morsekodetransmissioner blandet med Apparat Organ Quartets æteriske lydlandskaber.
Albumcoveret prydes af oliemalerier af bandet som Playmobil figurer af Markús Þór Andrésson.
Apparat Organ Quartet var blevet inviteret til at spille på adskillige festivaler og prestigiøse spillesteder i Europa, så som Roskilde Festival, London's ICA, Batofar in Paris, alt sammen før overhovedet at have udgivet et album. Derudover har de spillet i St. Petersburg og Helsinki. Bandet har spillet på Central Park's Summer Stage i New York, Spot Festival i Århus, Stockholm's Kulturhuset og Holland's Lowlands og Pukkelpop Festival i Belgien.
Apparat Organ Quartets medlemmer er:
- Músikvatur, som har arbejdet med múm og derudover udgivet adskillige solo singler.
- Hörður Bragason, som tidligere har arbejdet sammen med den østrigske artist Hermann Nitsch og har været organist i Reykjavík's største menighed.
- Úlfur Eldjárn, er også med i gruppen Trabant og er tidligere medlem af Kanada.
- Arnar Geir Ómarsson, har arbejdet med Magga Stina, Ham, Lhooq og andre.
- Jóhann Jóhannsson.

Bandet var oprindelig tænkt som en del af en serie af improviserede koncerter organiseret af Kitchen Motors, et pladeselskab og kunstnerkollektiv grundlagt af Jóhann Jóhannsson, Kristín Björk Kristjánsdóttir, og Hilmar Jensson.
Apparat Organ Quartet er også en del af en sammenslutning af Reykjavik-baserede musikere som blandt andre tæller medlemmer fra Sigur Rós, Múm, Kanada, Trabant, Funerals, Slowblow. Flere af disse artister deler medlemmer og har samarbejdet på forskellige projekter.
Apparat Organ Quartet var et af mange islandske bands der blev brugt i Ari Alexander Ergis Magnússon's film fra 2005 Screaming Masterpiece (Gargandi Snilld på islandsk).
I marts 2010, annoncerede Apparat Organ Quartet  at de  var begyndt at arbejde på deres andet album Pólýfónía. Albummet blev udgivet på Crunchy Frog Records d. 9. december 2010.

## Diskografi

### Albums
- Apparat Organ Quartet (12 Tónar, 2002)
- Pólýfónía (Crunchy Frog Records, 12 Tonar)

### Kompilationer
- Nart Nibbles (Kitchen Motors, 1999) — bidrog med "Nafnlaust uppklapp"
- Motorlab #2 (Kitchen Motors, 2001) — bidrog med tre sange i samarbejde med TF3IRA: "Charlie Tango no. 2," "Ondula Nova," and "Sálmur"
- Screaming Masterpiece (2005) — var med i dokumentar og bidrog med "Romantica"
- Kitchen Motors Family Album/Fjölskyldualbúm Tilraunaeldhússins (Kitchen Motors, 2006) — bidrog med "Stylophonia"

### Singler
- "Romantika" (2003) fra Apparat Organ Quartet — inkl. "Macht parat den Apparat" and "Romantika (premix)"
- "Cargo Frakt" (Gogoyoko, 29. november 2010) fra Pólýfónía